# Jamaicaödlegök
Jamaicaödlegök (Coccyzus vetula) är en fågel i familjen gökar inom ordningen gökfåglar.

## Utbredning och systematik
Fågeln återfinns enbart på Jamaica. Tidigare placerades den i släktet Saurothera. 

## Status
Trots det begränsade utbredningsområdet och att den tros minska i antal anses beståndet vara livskraftigt av internationella naturvårdsunionen IUCN. 